# Farstorps kyrka
Farstorps kyrka är en kyrkobyggnad i Farstorp. Den är församlingskyrka i Farstorps församling i Lunds stift.

## Kyrkobyggnaden
Den romanska kyrkan med brett västtorn byggdes i slutet av 1100-talet av tuktad gråsten. Koret och absiden är som brukligt placerade i öster och från början hade man ingångar i norr och söder. Tornet öppnar sig mot långhuset genom två rundbågiga arkader. Tornets bottenvåning täcks av två kryssvalv medan kyrkans långhus har trätak. Koret täcks av kryssvalv som byggts på 1400-talet.
Absiden, koret och triumfbågen är rikt utsmyckade med kalkmålningar från 1400-talet, målade av den så kallade Everlövsmästaren. Absidvalvet uppvisar det så kallade Majestasmotivet vilket flankeras av bibliska scener, symboler och helgongestalter. I korvalvet finns scener från Nya testamentet, bland annat Jesus födelse.
Under sena medeltiden tillkom ett vapenhus på långhusets södra sida. År 1828 förändrades Farstorps kyrka på många sätt. Den nuvarande huvudingången i väster byggdes, samtidigt som man tog bort vapenhuset och ingången i söder. Dessutom fick långhuset en utbyggnad mot norr, vilket gjorde kyrkan betydligt större. Farstorps kyrka har plats för cirka 180 personer.

## Inventarier
Sedan år 1909 har Lunds Universitets Historiska Museum vårdnaden om flera träskulpturer från medeltiden, vilka tidigare funnits i Farstorps kyrka. Här finns ett krucifix från 1400-talets första hälft där själva korset numera är försvunnet. Tre skulpturer, Sankt Dionysius, Sankt Martin och en anonym biskop vilka alla ingått i ett altarskåp från tidigt 1500-tal finns också i samlingen. På museet finns även en Mariaskulptur från tidigt 1400-tal. År 2011 gjorde bildhuggaren och konstnären Mårten Hultenberg en kopia av denna staty och denna kopia finns numera i kyrkan.
Både altaruppsatsen, av typen additionsaltare med scener ur Jesu liv, och predikstolen härstammar från senrenässansen, slutet av 1500-talet. På altaret finns sju målningar från 1733, utförda av konterfejare Jesper Fritz. Kyrkorgeln, som står uppe på läktaren, är byggd i Lund år 1965.
I Kulturens samlingar finns en kyrkkista som ska ha stått i Farstorps kyrka. Den köptes in av museet 1903.

### Orgel
- 1861 byggde Jöns Olsson Lundahl, Malmö en orgel med 13 stämmor fördelad på 1 manual och 1 självständig pedal. Manualen: Principal 8, Octava 4, Octava 2, Quinta 3, Borduna 16 (fördelad på tvenne registerandrag),, Gedakt 8 (fördelad på tvenne registerandrag), Fleut 4, Viola di Gamba 8, Cornett 3-körig och Trumpet 8 fot (fördelad på tvenne registerandrag). i Pedalen: Subbas 16,  Violoncell 8 och Octava 4 fot. Tonhöjden är efter kammarton.[1]
- 1923 byggde A. Mårtenssons Orgelfabrik AB, Lund en orgel med 13 stämmor
- Den nuvarande orgeln byggdes 1965 av A. Mårtenssons Orgelfabrik AB, Lund och är en mekanisk orgel.

| Huvudverk I   | Svällverk II      | Pedal        | Koppel |
| Gedackt 8'    | Spetsgamba 8´     | Subbas 16´   | I/P    |
| Principal 4'  | Rörflöjt 4'       | Nachthorn 4´ | II/P   |
| Gemshorn 2'   | Principal 2'      |              | II/I   |
| Mixtur 3 chor | Sifflöjt 1 1/3'   |              |        |
|               | Crescendosvällare |              |        |